# メキシコの政党
メキシコの政党では、メキシコ合衆国における政党について説明する。

## メキシコの政党制
メキシコの政党制は、2ないし3以上の強力な全国政党を中心とする複数政党制である。メキシコは、長らく制度的革命党が政権を独占したヘゲモニー政党制であったが、現在では与党の国民再生運動、制度的革命党、そして国民行動党がメキシコ連邦議会内における主要政党となっている。この3党に加え、小政党や地方政党も存在する。地方政党の中には、主要3政党との連立で州政府を構成する党もある。

## 全国政党
国家選挙管理委員会から公認されている全国政党は、下記の6党である。設立の古い順に挙げる。
| 政党名 | 政党名 | 政党名                                                    | 略称   | 設立年                                                                             | 立場               | イデオロギー                                                              | 代表                                 | 議席数   | 議席数    |
| 政党名 | 政党名 | 政党名                                                    | 略称   | 設立年                                                                             | 立場               | イデオロギー                                                              | 代表                                 | 上院     | 下院      |
| ------ | ------ | --------------------------------------------------------- | ------ | ---------------------------------------------------------------------------------- | ------------------ | ------------------------------------------------------------------------- | ------------------------------------ | -------- | --------- |
|        |        | 国民行動党 Partido Acción Nacional                        | PAN    | 1939年                                                                             | 中道右派ないし右派 | - 自由保守主義 - キリスト教民主主義 - 経済的自由主義                      | マルコ・コルテス・メンドーサ         | 22 / 128 | 71 / 500  |
|        |        | 制度的革命党 Partido Revolucionario Institucional         | PRI    | 1929年（国民革命党） 1938年（メキシコ革命党） 1946年（制度的革命党）               | 中道ないし中道右派 | メキシコ立憲主義 包括政党                                                 | アレハンドロ・モレーノ・カルデナス   | 16 / 128 | 37 / 500  |
|        |        | メキシコ環境主義緑の党 Partido Verde Ecologista de México | PVEM   | 1986年（メキシコ緑の党） 1991年（メキシコ環境党） 1993年（メキシコ環境主義緑の党） | 中道左派           | みどりの政治 進歩主義                                                     | カレン・カストレホン・トルヒージョ   | 13 / 128 | 62 / 500  |
|        |        | 労働党 Partido del Trabajo                                | PT     | 1990年                                                                             | 左派               | 民主社会主義 労働者主義 左翼ナショナリズム                                | アルベルト・アナヤ                   | 6 / 128  | 49 / 500  |
|        |        | 市民運動 Movimiento Ciudadano                             | MC     | 1999年（民主結集党） 2002年（結集党） 2011年（市民運動）                           | 中道左派           | 社会民主主義 参加民主主義 進歩主義                                        | ダンテ・デルガード・ランナウロ       | 5 / 128  | 27 / 500  |
|        |        | 国民再生運動 Movimiento Regeneración Nacional             | MORENA | 2014年                                                                             | 左派               | 反新自由主義 アルテルモンディアリスム 左翼ポピュリズム 左翼ナショナリズム | ルイーザ・マリア・アルカルデ・ルハン | 66 / 128 | 253 / 500 |

## その他の政党

### 地方政党
メキシコの地方政党は、各州ごとに設定された基準と規則に従い、州選挙協会（Electoral Institute、選挙管理委員会に相当）に登録される。以下の地方政党は2006年現在のものである。
- バハ・カリフォルニア州党 (Partido Estatal de Baja California、State Party of Baja California 、バハ・カリフォルニア州)
- 社会遭遇党 (Partido Encuentro Social、Social Encounter Party、バハ・カリフォルニア州)
- 南カリフォルニア政治改革運動 (Movimiento de Renovación Política Sudcaliforniana、South Californian Movement of Political Renovation、ババ・カリフォルニア・スル州)
- コアウィラ民主統一 (Unidad Democrática de Coahuila、Democratic Unity of Coahuila、コアウィラ州)
- コアウィラ・カルデニスト党 (Partido Cardenista Coahuilense、Cardenist Party of Coahuila、 コアウィラ州)
- コリマ民主協会 (Asociación Democrática de Colima、Colima Democratic Association、コリマ州)
- ドゥランゴ党 (Partido Duranguense、Party of Durango、ドゥランゴ州)
- ゲレーロ同盟党 (Partido Alianza por Guerrero、Alliance for Guerrero Party、ゲレーロ州)
- 社会革命党 (Partido de la Revolución Socialista、Socialist Revolution Party、ナヤリット州)
- 大衆統一党 (国民統一党、人民統一党、Partido Unidad Popular、Popular Unity Party 、オアハカ州)
- 大衆良心党 (人民良心党、国民良心党、Partido Conciencia Popular、Popular Conscience Party、サン・ルイス・ポトシ州)
- トラスカラ民主中央党 (Partido del Centro Democrático de Tlaxcala、Democratic Center of Tlaxcala Party、トラスカラ州)
- ベラクルス革命党 (Partido Revolucionario Veracruzano、Revolutionary Party of Veracruz、Veracruz)
- ユカタン同盟党 (Partido Alianza por Yucatán、Alliance for Yucatan Party、ユカタン州)
- 社会民主党 (Partido Socialdemócrata、モレロス州) 2005年7月14日に旧社会民主主義と国民再建カルデニスト党のメンバーによって結成された。
- 民主革命党 (Partido de la Revolución Democrática、Party of the Democratic Revolution） - かつては制度的革命党および国民行動党とならぶ三大政党の一角だったが、2024年に全国政党の要件を満たさなくなり地方政党となった。

### かつて存在した政党
- モレーロス農民労働党 (モレーロス州)
- メキシコ革命正統党
- 国家再建カルデニスト戦線
- 市民勢力党
- 地峡労働者、農民および学生連合 (オアハカ州)
- 人民選挙戦線
- 進化主義党
- 人民党連合
- 労働者階級党Laborist Party
- 自由立憲党
- 国家Synarchist連合National Synarchist Union
- メキシコの可能性
- メキシコ共産党
- メキシコ民主党
- メキシコ自由党
- メキシコ自由党 (2003)
- メキシコ社会党
- メキシコ労働者党
- 国家農民党（国民農民党）
- 国家反再選党（国民反再選党）
- 国家カトリック党（国民カトリック党）
- 国家協同党（国民協同党 (メキシコ)）
- 民主中央党
- 国民協会党（国家主義協会党、民族主義協会党）
- バラの党
- 大衆勢力党（人民勢力党、国民勢力党）
- 大衆社会党（人民社会党、国民社会党）
- 進歩立憲党
- タバスコ急進社会党 (タバスコ州)
- 共和党 (ヌエボ・レオン州)
- 革命的独立党派連合
- 革命的国民統一党
- 社会同盟党
- 社会民主主義
- 社会主義労働党
- 社会左翼党
- 前衛社会党 (タマウリパス州)
- 南東社会党 (ユカタン州)
- 社会主義労働者党
- メキシコ統一社会党
- アカプルコ労働者党 (ゲレーロ州)
- 労働者革命党